# Robert Hunter (parolier)
Pour les articles homonymes, voir Robert Hunter, Robert Burns, Hunter et Burns.
Robert C. Hunter, nom de scène de Robert Christie Burns, né le 23 juin 1941 à Arroyo Grande (Californie) et mort le 23 septembre 2019 à San Rafael (Californie), est un compositeur de chansons et poète américain, connu pour son association avec Jerry Garcia et Grateful Dead.

## Biographie
Ami de longue date de Jerry Garcia, ils ont joué ensemble dans des groupes de bluegrass comme Tub Thumpers ou Wildwood Boys,.
Au début des années 1960, Robert Hunter jouait de la mandoline. Ils ont joué ensemble dans des cafés-restaurants, ont lu de la poésie et se sont intéressés aux écrivains de la Beat Generation.
Aux alentours de 1962, Robert Hunter fut un des volontaires (avec Ken Kesey) pour tester des produits psychodysleptiques à l'université Stanford dans le cadre des expérimentations secrètes commanditées par la CIA pour le programme MKULTRA. Il a été payé pour prendre du LSD, de la psilocybine et de la mescaline.
Robert Hunter a commencé à contribuer aux paroles des chansons de Grateful Dead sur le troisième album du groupe Aoxomoxoa en 1969, avec la chanson China Cat Sunflower. Le rapport entre Robert Hunter et le groupe s'est développé, jusqu'à ce qu'il soit officiellement nommé membre non interprète du groupe. Jerry Garcia a décrit Robert Hunter comme « the band member who doesn't come out on stage with us » (le membre du groupe qui ne monte pas sur scène avec nous). Quand le groupe a été admis au Rock and Roll Hall of Fame en 1994, Robert Hunter y a été inclus aussi. Il est le seul non musicien dans ce cas.
Robert Hunter a également collaboré en tant que parolier avec d'autres membres du Dead : Bob Weir, Phil Lesh, et Ron "Pigpen" McKernan.En tout, il a écrit les paroles de près de 80 chansons pour le groupe.
En 1974, Robert Hunter a sorti un album solo Tales of the Great Rum Runners. Il a été suivi l'année suivante de Tiger Rose. Ni l'un ni l'autre n'ont rencontré le succès. L'album Jack O' Roses contient une version prolongée de Terrapin Station Suite et une interprétation solo du Friend Of The Devil.
Robert Hunter a également collaboré avec Bob Dylan pour son album sorti en 2009, Together Through Life.

## Discographie
- Promontory Rider (complilation) (1974-1981)
- Tales Of The Great Rum Runners (1974)
- Tiger Rose (1975)
- Alligator Moon ( 1978)
- Jack O'Roses (1980)
- Promontory Rider: une  retrospective (1982)
- Amagamalin Street (1984)
- Live '85 (1985)
- Flight Of The Marie Helena (1985)
- Rock Columbia (1986)
- Duino Elegies (1988)
- Liberty (1988)
- Box Of Rain (1990)
- Duino Elegies/The Sonnets To Orpheus (1993)
- Sentinel (1993)